# Notodonta
Notodonta là một chi bướm đêm thuộc họ Notodontidae.

## Các loài tiêu biểu
- Notodonta dromedarius  (Linnaeus, 1767)
- Notodonta torva  (Hübner, 1803) 
  - Notodonta torva simplaria Graef, 1881
- Notodonta tritophus  (Denis & Schiffermüller, 1775)
- Notodonta ziczac  (Linnaeus, 1758)
- Notodonta albicosta  (Matsumura, 1920)
- Notodonta dembowskii Oberthür, 1879
- Notodonta trachitso Oberthür, 1894
- Notodonta roscida Kiriakoff, 1963
- Notodonta jankowski Oberthür, 1879
- Notodonta griseotincta Wileman, 1910
- Notodonta scitipennis Walker, 1862
- Notodonta pacifica Behr, 1892

## Hình ảnh

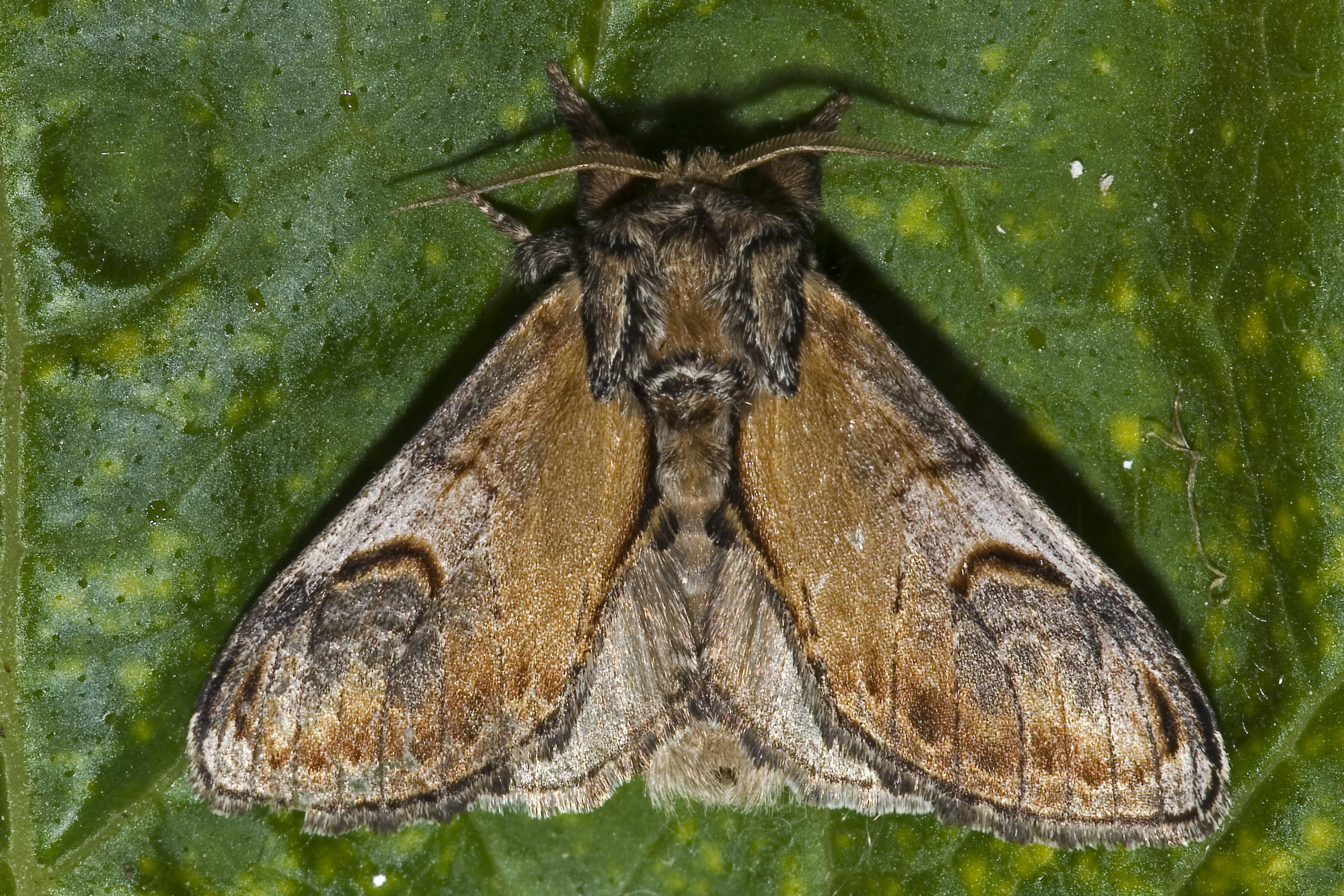
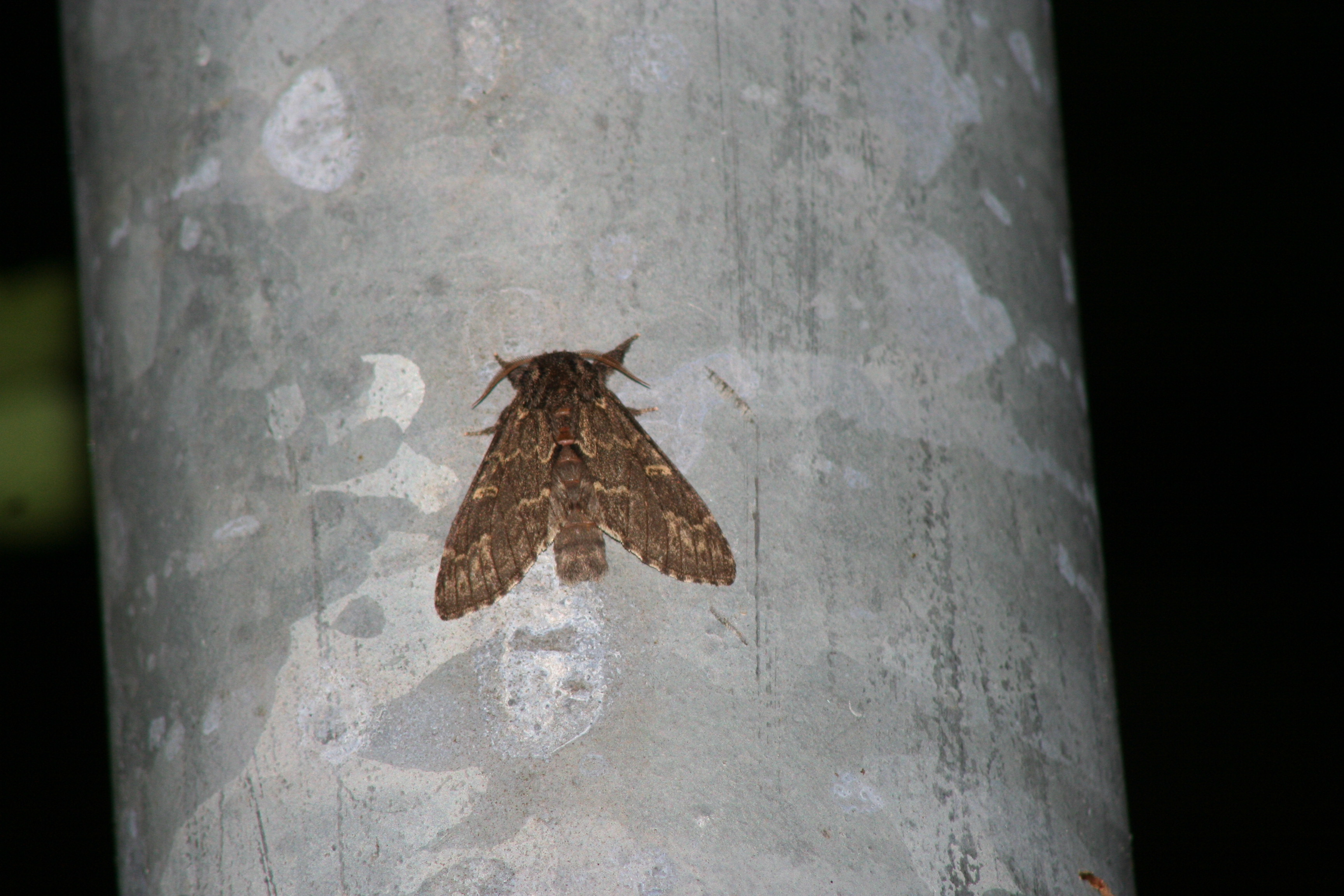
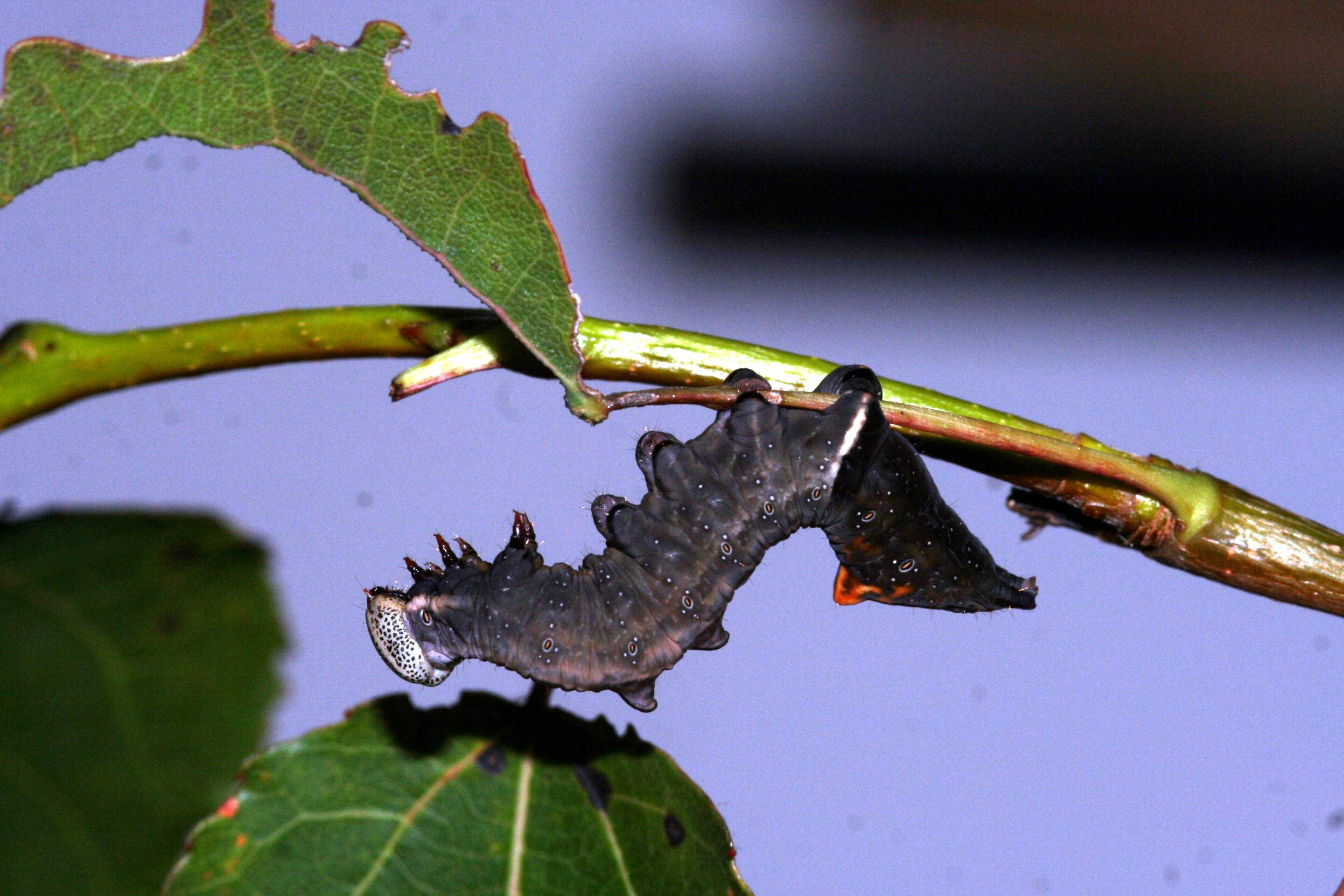